# デュセイ・アンダーソン

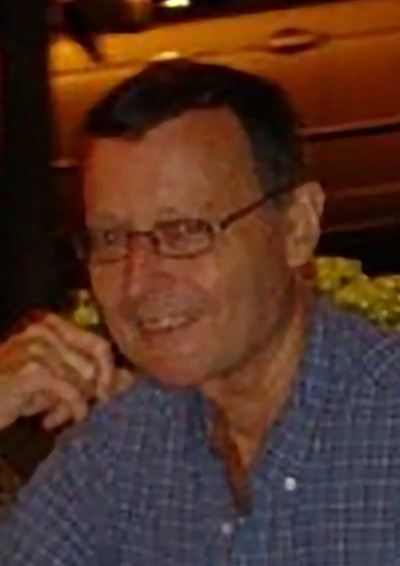
デュセイ・アンダーソン

デュセイ・アンダーソン（L. Desaix Anderson, 1936年 - ）は、アメリカ合衆国の外交官。国務省外交部に35年間勤務し、アジア問題に精通。

## 生涯
1936年に誕生し、ミシシッピ州サムナーの農場で成長。プリンストン大学で歴史号の学士号を取得。カリフォルニア大学バークレー校でヨーロッパ文学を修了。1958年から1960年までアメリカ海軍で士官として現役勤務。その後はミシシッピ州にある家族の農場の経営を管理。
1962年に国務省外交部に入省。1963年から1964年までネパールのカトマンズ大使館で総務職員として勤務。1964年からベトナムで国際開発庁地方代表。続いてベトナム革新開発プログラムの顧問役。1965年から1967年まで国務省ベトナム作業部会メンバー。
1970年から1973年まで台湾の台北大使館で政治担当官。1973年から1976年まで日本の東京大使館で政治担当官。続いて国務省政治軍事局に短期間在籍した後、1977年から1980年までタイ王国のバンコク大使館で副参事官（政治担当）及び対インドネシア主任監視官。1980年から1983年までベトナム・ラオス・カンボジア部長。1983年から1985年まで日本部長。1985年から1989年まで駐日首席公使。1989年から1992年まで首席国務次官補代理（東アジア・太平洋担当）として日本・朝鮮・中国・モンゴルを担当。1992年から1993年までプリンストン大学及びラトガース大学で在住外交官という形で出張し、東アジア政治経済の講義を担当。1993年から1994年までは国務省調整官（アジア太平洋経済協力担当）を務め、クリントン大統領主催によるシアトルでの閣僚・首脳会議を調整。続いて1994年から1995年まで政策企画本部上級委員（アジア担当）。ベトナムとの国交樹立に伴い、1995年から1997年まで駐ベトナム臨時大使。1997年5月に国務省外交部を退職。
1997年、国務省カンボジア特使。1997年から2001年まで朝鮮半島エネルギー開発機構事務局長を務めた。